# 戴子高 (1964年)
戴子高（1964年—），男，汉族，江苏海安人，中国天体物理学家，中国科学技术大学教授、博士生导师。研究方向包括中子星、伽玛射线暴、快速射电暴、超亮超新星等。中国教育部第五批“长江学者”特聘教授，发表论文数百篇，曾主持“973”等多个重点项目，获得中国教育部自然科学一等奖等奖项。

## 生平
1983年至1987年，就读于国防科学技术大学辐射防护专业。1990年获得中国科学院上海原子核研究所核物理专业硕士学位。1993年获得南京大学天体物理专业博士学位，师从陆埮。1993年至1995年，在南京大学物理学系从事博士后研究。
1995年至2020年在南京大学天文系（南京大学天文与空间科学学院）任教。2020年加盟中国科学技术大学。

## 学术兼职
中国天文学会副理事长、国务院学位委员会学科评议组物理天文学组成员等。